# Desirèe Henry
Pour les articles homonymes, voir Henry.
Desiree Henry (née le 26 août 1995) est une athlète britannique, spécialiste des épreuves de sprint.

## Biographie
Elle remporte le titre du 200 m lors des championnats du monde cadets de 2011, à Villeneuve-d'Ascq.
En 2012, elle fait partie des sept jeunes sportifs britanniques choisis pour allumer la vasque olympique à l'occasion de la cérémonie d'ouverture des Jeux olympiques d'été de 2012, à Londres.
Elle s'adjuge la médaille d'argent du 200 m et la médaille d'or du relais 4 × 100 m lors des championnats d'Europe juniors 2013 de Rieti en Italie.
En 2014, elle remporte la médaille d'argent du relais 4 × 200 mètres lors des premiers relais mondiaux de l'IAAF, à Nassau aux Bahamas, en compagnie d'Anyika Onuora, Bianca Williams et Asha Philip. L'équipe du Royaume-Uni établit à cette occasion un nouveau record national en 1 min 29 s 61. Aux championnats d'Europe 2014 de Zurich, elle s'adjuge le titre continental du relais 4 × 100 m en compagnie de Asha Philip, Ashleigh Nelson et Jodie Williams, devant la France et la Russie. L'équipe britannique améliore à cette occasion le record du Royaume-Uni en 42 s 24.
Le 8 juillet 2016, Henry se blesse en finale du 100 m des Championnats d'Europe d'Amsterdam et ne finit pas la course.

## Palmarès
| Date | Compétition                   | Lieu              | Résultat | Épreuve   | Temps                    |
| ---- | ----------------------------- | ----------------- | -------- | --------- | ------------------------ |
| 2011 | Championnats du monde cadets  | Villeneuve-d'Ascq | 1re      | 200 m     | 23 s 25                  |
| 2012 | Championnats du monde juniors | Barcelone         | 4e       | 200 m     | 23 s 34                  |
| 2013 | Championnats d'Europe juniors | Rieti             | 2e       | 200 m     | 23 s 56                  |
| 2013 | Championnats d'Europe juniors | Rieti             | 1re      | 4 × 100 m | 43 s 81                  |
| 2014 | Relais mondiaux de l'IAAF     | Nassau            | 5e       | 4 × 100 m | 42 s 75                  |
| 2014 | Relais mondiaux de l'IAAF     | Nassau            | 2e       | 4 × 200 m | 1 min 29 s 61            |
| 2014 | Championnats d'Europe         | Zurich            | 7e       | 100 m     | 11 s 43                  |
| 2014 | Championnats d'Europe         | Zurich            | 1re      | 4 × 100 m | 42 s 24                  |
| 2014 | Coupe continentale            | Marrakech         | 2e       | 4 × 100 m | 42 s 98                  |
| 2015 | Championnats du monde         | Pékin             | 4e       | 4 × 100 m | 42 s 10                  |
| 2016 | Championnats d'Europe         | Amsterdam         | —        | 100 m     | DNF                      |
| 2016 | Jeux olympiques               | Rio de Janeiro    | 3e       | 4 × 100 m | 41 s 77                  |
| 2016 | Ligue de diamant              | Ligue de diamant  | 3e       | 100 m     | détails                  |
| 2017 | Championnats du monde         | Londres           | 2e       | 4 x 100 m | 42 s 12                  |
| 2024 | Championnats d'Europe         | Rome              | 1re      | 4 x 100 m | 41 s 91                  |
| 2024 | Jeux olympiques               | Paris             | 2e       | 4 × 100 m | Participation aux séries |

## Records
| Épreuve | Performance | Lieu  | Date          |
| ------- | ----------- | ----- | ------------- |
| 100 m   | 11 s 06     | Azusa | 15 avril 2016 |
| 200 m   | 22 s 46     | Paris | 27 août 2016  |